# Алтынъяйла
Алтынъяйла (тур. Altınyayla) — город и район в провинции Бурдур (Турция).

## История
Люди жили в этих местах с древнейших времён. Город входил в состав разных государств; в итоге он попал в состав Османской империи.